# Ban tam ca Sao Băng
Ban tam ca Sao Băng là một nhóm ca sĩ nổi danh từ trước năm 1975 tại miền Nam Việt Nam. Nhóm gồm 3 thành viên Thanh Phong, Phương Đại và Duy Mỹ.

## Hoạt động

### Các thành viên và sự nghiệp ca hát
Ban tam ca Sao Băng gồm có 3 nam ca sĩ là Thanh Phong, Phương Đại và Duy Mỹ, dù có xuất thân và hoàn cảnh cuộc đời khác nhau, nhưng lại kết hợp với nhau vô cùng ăn ý suốt trong nhiều năm dưới cái tên Sao Băng. Ca sĩ Thanh Phong đến nay thỉnh thoảng vẫn còn đi hát, ca sĩ Phương Đại đã gần như giải nghệ từ năm 1986 vì trải qua một cơn đột quỵ, còn ca sĩ Duy Mỹ đã qua đời vào năm 1995.
Thanh Phong tên thật là Đào Công Khanh, sinh năm 1942, là 1 trong những môn sinh đầu tiên của lò nhạc Nguyễn Đức. Lúc đó Thanh Phong mới 10 tuổi, được thầy Nguyễn Đức dìu dắt và đặt cho nghệ danh đi hát. Sau đó vài năm, ông cộng tác với một số vũ trường lớn ở Sài Gòn và được nhạc sĩ Võ Đức Tuyết hướng dẫn tận tình.
Thập niên 1960, Thanh Phong hoạt động trong đoàn Văn Nghệ bảo An (Địa Phương Quân) và Biệt Đoàn Văn Nghệ Trung Ương. Đây cũng là thời gian ông có ý định thành lập một nhóm hát, xuất phát từ sự mến mộ của Thanh Phong dành cho Ban Thăng Long nổi tiếng. Tại biệt đoàn văn nghệ, Thanh Phong kết thân với 2 nam ca sĩ khác là Phương Đại và Duy Mỹ, cùng nhau thành lập một nhóm hát 3 người, và cũng chính nhạc sĩ Nguyễn Đức là người đặt cho cái tên là ban Tam Ca Sao Băng để họ cùng đứng trên các sân khấu ca nhạc của Đại Nhạc Hội, phòng trà cũng như trong các phòng thu của hãng dĩa.
Cách hát phối bè mới lạ trong các bài hát như Những Bước Chân Âm Thầm, Thôi, Gót Phiêu Du… của nhóm đã hấp dẫn được công chúng và trở thành một hiện tượng. Ba người với ba phong cách, phối hợp với nhau nhịp nhàng ăn ý cả về tiếng hát, giọng bè, lẫn cử chỉ và cách trình diễn.

### Giai đoạn sau 1975
Thanh Phong, Phương Đại và Duy Mỹ trở thành những người gắn bó với nhau không chỉ trong âm nhạc mà còn trở thành những người bạn thân thiết ngoài cuộc sống, tuy vậy thời cuộc đã đưa 3 người sang những ngã rẽ hoàn toàn khác nhau.
Sau 1975, cả 3 người đều ở lại Việt Nam, Thanh Phong và Phương Đại tiếp tục hát trong đoàn Kim Cương, còn Duy Mỹ thì ít người biết thông tin. Năm 1979, Thanh Phong rời Việt Nam rồi sang Pháp định cư, trong khi đó Phương Đại vẫn ở lại tiếp tục hát cho đoàn Kim Cương, nhưng đến năm 1986 thì giải nghệ vì sức khỏe, ông đã bị ngã quỵ ngay trên sân khấu của rạp Bến Thành đường Mạc Đỉnh Chi, sau đó bất tỉnh và thức dậy ở trong bệnh viện. Nhờ sự chăm sóc của người vợ đã gắn bó với nhau từ thời trẻ là cô Hường, sức khỏe của Phương Đại tiến triển hơn, nhưng ông vẫn nói rất khó khăn và phải rời xa ánh đèn sân khấu, chỉ có một vài lần tái xuất cùng Thanh Phong trên Paris By Night.
Người còn lại là Duy Mỹ, đam mê ca hát từ những ngày còn là học sinh, sinh viên tại trường Nguyễn Đình Chiểu, Mỹ Tho. Khi phong trào nghe và tập hát nhạc ngoại quốc phát triển, ông bắt đầu tập tành bước vào làng nhạc bằng các ca khúc nhạc ngoại lời Việt.
Ngoài ca hát, Duy Mỹ còn là một vũ công, diễn viên điện ảnh, thoại kịch. Ngoài ra, ít người biết rằng trước khi nổi tiếng trong làng nghệ thuật thì ông đã là một nhà báo từ những năm 1953-1954 với những bài bình luận sắc sảo đăng trên tờ Kịch Ảnh.

## Ca khúc trình bày thành công
- Ly Cafe cuối cùng (Minh Kỳ - Thế Vinh)
- Tôi trở về thành phố (Y Vân)
- Tiền lính tính liền (Xuân Châu)
- Những bước chân âm thầm (Y Vân, thơ: Kim Tuấn)
- Chúng mình ba đứa (Song Ngọc - Hoài Linh)
- Cuộc gặp bất ngờ (Thanh Phong)
- Mưa gió đường xa (Thanh Sơn)
- Thôi (Y Vân, thơ: Nguyễn Long)
- Gót phiêu du (Thanh Sơn)
- Em sắp về chưa (Châu Kỳ, thơ: Tô Kiều Ngân)
- Xuân trong rừng thẳm (Trần Anh Mai)